# Robert Karśnicki
Robert Karśnicki (ur. 20 maja 1972 w Łodzi) – polski kolarz torowy, medalista mistrzostw Europy, olimpijczyk z Barcelony 1992 i Atlanty 1996.
Specjalizował się w średnich dystansach. Mistrz Polski w:
- wyścigu na 4 km indywidualnie w latach 1992, 1993, 1996-2000,
- wyścigu na 4 km drużynowym w latach 1997-2000,
- w sprincie olimpijskim w roku 2001.

Uczestnik mistrzostw świata w wyścigu indywidualnym i drużynowym na 4 km w latach: 1991, 1993, 1994, 1995, 1996, 1997, 2000,
Brązowy medalista mistrzostw Europy w roku 1998 w wieloboju.
Dwukrotnie startował na igrzyskach olimpijskich w wyścigu indywidualnym na 4000 metrów na dochodzenie zajmując 13. miejsce na igrzyskach w Barcelonie i 12. miejsce na igrzyskach w Atlancie.